# Hồ Magenta
Hồ Magenta (tiếng Anh: Lake Magenta) là một hồ nước mặn ở Wheatbelt của Tây Úc. Hồ nằm cách Jerramungup 55 km (34 mi) về phía Đông Bắc và cách Pingrup 62 km (39 mi) về phía Đông.
Hồ là một phần của Khu bảo tồn Thiên nhiên Hồ Magenta rộng 1.080 km2 (420 sq mi) cũng như vùng đất bụi rậm ở phía Tây của hồ. Khu vực này còn tương đối nguyên sơ và có hệ động vật và hệ thực vật phong phú. Chất lượng nước và sức khỏe của thảm thực vật đã bắt đầu suy giảm trong khu vực do độ mặn của dòng chảy bề mặt và mực nước ngầm tăng lên.
Hồ Magenta có một khu vực đất ngập nước nằm ở phía Nam và nằm ở cuối phía Nam của chuỗi hồ 80 km (50 dặm) từ Hồ Biddy ở phía Bắc, qua Hồ Stubbs (và thị trấn Newdegate), Hồ Buchan và Hồ Lockhart. Có ba hồ khác gần đó ở phía Đông: Hồ Morris, Hồ Royston và Hồ Cobham.
Hồ là một thung lũng rộng bằng phẳng với các rãnh thoát nước dài ở phía Bắc và các đường thoát nước có độ dốc lớn hơn ở phía Nam. Các loại đất trong khu vực được mô tả là đất mùn silic và đá vôi ở mức độ phát triển tối thiểu. Phần còn lại của khu vực này bao gồm cát màu vàng chứa chất kiềm và cát đốm cứng và có màu vàng.